# Arrhenocnemis amphidactylis
Arrhenocnemis amphidactylis – gatunek ważki z rodziny pióronogowatych (Platycnemididae). Endemit Nowej Gwinei, zamieszkujący Góry Centralne w indonezyjskiej części wyspy.